# PBS Kids
PBS Kids – amerykański kanał telewizyjny nadający w języku angielskim. Obecnie jest transmitowany przez WGBH, dawniej także przez PBS. Kanał emituje wyłącznie programy własne.

## Oryginalne produkcje PBS Kids

### Obecnie
- Ulica Sezamkowa (od 1969)
- Tomek i przyjaciele (od 1984)
- Artur (od 1996)
- Cyberłowcy (od 2002)
- Dinopociąg (od 2009)
- Kot Prot na wszystko odpowie w lot (od 2010)
- Dziki świat braci Kratt (od 2011)
- Tygrysek Daniel i jego sąsiedzi (od 2012)
- Peg + Kot (od 2013)
- Odd Squad (od 2014)
- Nature Cat (od 2015)
- Kosmiczny Jet (od 2016)
- Splash and Bubbles (od 2016)
- Pinkalicious & Peterrific (od 2018)
- Let’s Go Luna (od 2018)
- Molly z Denali (od 2019)
- Clifford. Wielki Czerwony Pies (od 2019)

### Dawniej
- Mister Rogers’ Neighborhood (1968–2001)
- The Electric Company (1971) (1971–1977)
- Zoom (1972) (1972–1978)
- 3-2-1 Contact (1980–1988)
- Powerhouse (serial telewizyjny) (1982–1983)
- Reading Rainbow (1983–2006)
- Newton’s Apple (1983–1998)
- Kidsongs (1985–1998)
- Square One Television (1987–1992)
- Gerbert (program telewizyjny) (1988–1991)
- Shining Time Station (1989–1995)
- Long Ago and Far Away (program telewizyjny) (1989–1993)
- Where in the World Is Carmen Sandiego? (program telewizyjny) (1991–1995)
- The Big Comfy Couch (1992–2006)
- Barney i przyjaciele (1992–2009)
- Lamb Chop’s Play-Along (1992–1995)
- Ghostwriter (serial telewizyjny) (1992–1995)
- Kino’s Storytime (1992–1997)
- Tots TV (1993–1998)
- Theodore Tugboat (1993–2001)
- Bill Nye the Science Guy (1993–1998)
- The Adventures of Dudley the Dragon (1993–1997)
- Katie and Orbie (1994–2002)
- Magiczny autobus (1994–1997)
- The Huggabug Club (1995–2000)
- The Puzzle Place (1995–1998)
- Zuzia i jej przyjaciele (1995–1996)
- Wishbone (serial telewizyjny) (1995–1997)
- Groundling Marsh (1995–1997)
- Kratts’ Creatures (1996)
- Where in Time Is Carmen Sandiego? (program telewizyjny) (1996–1997)
- Opowieści z księgi cnót (1996–2000)
- In the Mix (serial telewizyjny) (1996–2012)
- Teletubisie (1997–2001)
- Kajtuś (1997–2010)
- The Charlie Horse Music Pizza (1998–1999)
- Noddy (serial telewizyjny) (1998–2000)
- Zoom (1999) (1999–2005)
- Zoboomafoo (1999–2001)
- Redwall (serial telewizyjny) (1999–2002)
- Smocze opowieści (1999–2005)
- Between the Lions (2000–2010)
- The Dooley and Pals Show (2000–2003)
- Elliot Moose (serial telewizyjny) (2000–2001)
- Clifford (2000–2003)
- Sztruksik (2000–2001)
- Stepujący Koń Marvin (2000–2002)
- George Niewielki (2000–2004)
- Seven Little Monsters (2000–2004)
- Timothy idzie do szkoły (2000–2001)
- Ania z Zielonego Wzgórza (2001–2002)
- Jay Jay Odrzutowiec (2001–2005)
- Sagwa, the Chinese Siamese Cat (2001–2002)
- DragonflyTV (2002–2008)
- Roztańczona Angelina (2002–2006)
- Liberty’s Kids (2002–2003)
- Noddy (2002–2007)
- Misiowanki (2003–2004)
- Boohbah (2003–2006)
- O rety! Psoty Dudusia Wesołka (2003–2007)
- Szczenięce lata Clifforda (2003–2006)
- Peep and the Big Wide World (2004–2011)
- Curiosity Quest (2004–2015)
- Maja i Miguel (2004–2007)
- Postcards from Buster (2004–2012)
- Tupi i Binu (2005–2006)
- Danger Rangers (2005–2006)
- The Zula Patrol (2005–2008)
- Bob Budowniczy (2005–2012)
- Signing Time! (2006–2008)
- Dom na wielkim drzewie (2006–2010)
- Fetch! with Ruff Ruffman (2006–2010)
- Małgosia i buciki (2006–2010)
- Ciekawski George (2006–2015)
- SeeMore’s Playhouse (2006–2008)
- Design Squad (2007–2011)
- WordGirl (2007–2015)
- Świat słów (2007–2011)
- Super Why (2007–2016)
- Opowieści Mamy Mirabelle (2007–2008)
- Animalia (2008–2010)
- Biz Kid$ (2008–2017)
- Betsy’s Kindergarten Adventures (2008–2009)
- Raggs (2008–2009)
- Sid the Science Kid (2008–2013)
- Marta mówi (2008–2014)
- Wunderkind Little Amadeus (2008)
- Lomax, the Hound of Music (2008)
- The Electric Company (2009) (2009–2011)
- Roztańczona Angelina: Nowe kroki (2009–2010)
- SciGirls (2010–2018)
- Bob Budowniczy (2015–2018)
- Mack & Moxy (2016)

### Planowane
- Xavier Riddle and the Secret Museum (od 11 listopada 2019)
- Clifford the Big Red Dog (2019) (od 7 grudnia 2019)
- Elinor Wonders Why (od 7 września 2020)
- Dom Dla Zmyślonych Przyjaciół Pani Foster
- SpongeBob Kanciastoporty
- Maks i Ruby
- Prosiaczek Cienki
- Sanjay i Craig
- Dom dla Zmyślonych Przyjaciół pani Foster

## Inne kanały PBS Kids
- WGBH
- PBS – emitował blok w latach 1968–1994
- American Public Television